# 馬來亞司令部
馬來亞司令部（英語：Malaya Command）是一個由英國陸軍設於1924年的軍事編隊，第二次世界大戰期間於1942年因為馬來亞和新加坡淪陷而停頓，直到1945年重光後才從新運作，1957年因為馬來亞聯合邦獨立而解散。
二戰以前，馬來亞司令部的主要職責是要協調英屬馬來亞的防務，當中包括海峽殖民地、馬來聯邦和馬來屬邦。司令部在吉隆坡、檳城、太平、芙蓉市和新加坡等地都設有小規模的駐軍。
二戰在1939年爆發後，司令部開始著手加強駐軍軍力。但由於英國三軍主力要應付歐洲戰場和北非戰場，因此增加的兵力都主要來自英屬印度陸軍。
由1940年11月18日起，司令部在架構上從屬於新成立的英軍遠東司令部。1941年12月8日日本入侵馬來亞後，司令部在1942年1月7日起改為從屬於另一個新成立、但壽命短暫的美國-英國-荷蘭-澳洲司令部（ABDACOM），試圖設法控制又稱「東印度屏障」（"East Indies Barrier"）的所謂「馬來屏障」（"Malay Barrier"）。該防線由馬來亞半島一直南下伸延到新加坡，然後再連往最南端的荷屬東印度群島。不過，所有駐守的英聯邦部隊於1942年2月15日在新加坡戰役戰敗和投降後，司令部即被解散。
1945年8月日本投降後，司令部由陸軍第14軍團重新成立，並在1945年11月1日設總部於新加坡。1947年8月，司令部一度被降格及分拆為馬來亞軍區（Malaya District）和新加坡軍區（Singapore District）兩個軍區，但司令部沒多久就因為馬來亞緊急狀態而在1950年8月重新成立。1957年8月31日，司令部因為馬來亞聯合邦獨立而正式解散，司令部的職能大致上由英軍海外英聯邦陸上部隊（馬來亞）繼承。

## 歷任陸軍總司令
馬來亞司令部的歷任陸軍總司令包括：
- 海峽殖民地陸軍總司令（GOC Troops in the Straits Settlements）
  - 1903年至1905年：陸軍少將阿瑟·多沃德（Major-General Arthur Dorward）
  - 1905年至1907年：陸軍少將伊尼戈·瓊斯（Major-General Inigo Jones）
  - 1907年至1910年：陸軍少將托馬斯·佩羅特（Major-General Thomas Perrott）
  - 1910年至1914年：陸軍少將西奧多·斯蒂芬森（Major-General Theodore Stephenson）
  - 1914年至1915年：陸軍少將雷蒙·里德（Major-General Raymond Reade）
  - 1915年至1921年：陸軍少將達德利·萊道爵士（Major-General Sir Dudley Ridout）
  - 1921年至1924年：陸軍少將尼爾·馬康爵士（Major-General Sir Neill Malcolm）

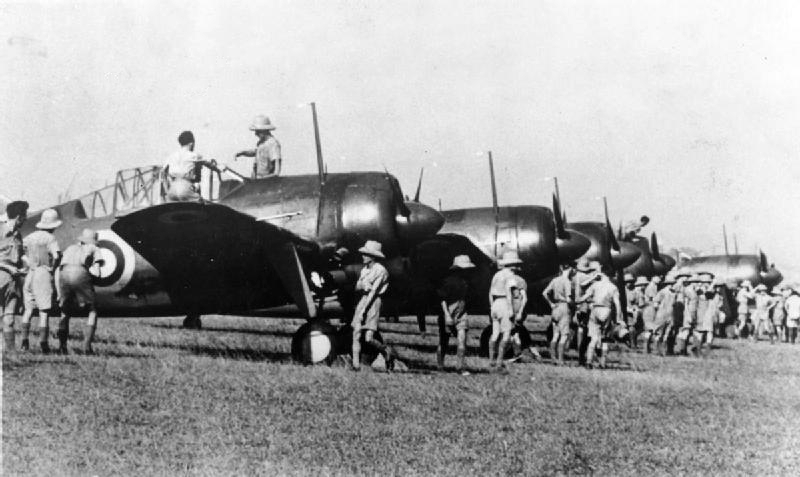
攝於1941年10月12日在新加坡三巴旺航空場，英國皇家空軍人員正在檢查來自澳大利亚皇家空军第453中队的布魯斯特水牛式 Mark I 戰鬥機。

- 馬來亞司令部陸軍總司令（GOC Malaya Command）
  - 1924年至1927年：陸軍少將西奧多·弗雷澤爵士（Major-General Sir Theodore Fraser）
  - 1927年至1929年：陸軍少將卡齊米爾·雲·斯特勞本齊爵士（Major-General Sir Casimir van Straubenzee）
  - 1929年至1931年：陸軍少將哈里·普里查德（Major-General Harry Pritchard）
  - 1931年至1934年：陸軍少將路易斯·奧德菲爾德爵士（Major-General Sir Louis Oldfield）
  - 1934年至1935年：陸軍少將歐內斯特·盧因（Major-General Ernest Lewin）
  - 1935年至1939年：陸軍少將威廉·卓比爵士（Major-General Sir William Dobbie）
  - 1939年至1941年：陸軍中將萊昂內爾·龐德爵士（Lieutenant-General Sir Lionel Bond）
  - 1941年至1942年：陸軍中將白思華（Lieutenant-General Arthur Percival）[5]
  - 1942年至1945年馬來亞由日本控制
  - 1945年11月至12月：陸軍中將邁爾斯·鄧普西爵士（Lieutenant-General Sir Miles Dempsey）
  - 1945年至1946年：陸軍中將法蘭克·梅瑟維爵士（Lieutenant-General Sir Frank Messervy）
  - 1946年至1947年：陸軍中將亞歷山大·加洛韋爵士（Lieutenant-General Sir Alexander Galloway）
- 馬來亞軍區陸軍總司令（GOC Malaya District）
  - 1947年至1948年：陸軍少將阿什頓·韋德（Major-General Ashton Wade）
  - 1948年至1950年：陸軍少將查爾斯·鮑徹爵士（Major-General Sir Charles Boucher）
- 馬來亞陸軍總司令（GOC Malaya）
  - 1950年至1952年：陸軍少將羅伊·厄克特（Major-General Roy Urquhart）
  - 1952年至1954年：陸軍少將休·斯托克韋爾爵士（Major-General Sir Hugh Stockwell）
  - 1954年至1956年：陸軍中將傑弗里·伯恩爵士（Lieutenant-General Sir Geoffrey Bourne）
  - 1956年至1957年：陸軍中將羅傑·鮑爾爵士（Lieutenant-General Sir Roger Bower）

## 注腳
1. ↑  George Ernest Morrison 'The correspondence of G.E. Morrison'
2. ↑  Whitaker's Almanacks 1924 – 1957
3. ↑  Malaya Command at Regiments.org
4. ↑  Army Commands 的存檔，存档日期2015-07-05.
5. ↑  L, Klemen. . Forgotten Campaign: The Dutch East Indies Campaign 1941–1942. 1999–2000. （原始内容存档于2011-09-24）. （页面存档备份，存于）

## 延伸閱讀
- Order of Battle Site for Malaya Command
- 2nd Site Malaya Order of Battle
- The War In Malaya – Lt General A E Percival （页面存档备份，存于）
- TracesOfWar.nl – Malaya Command （页面存档备份，存于）